# 사이쇼인

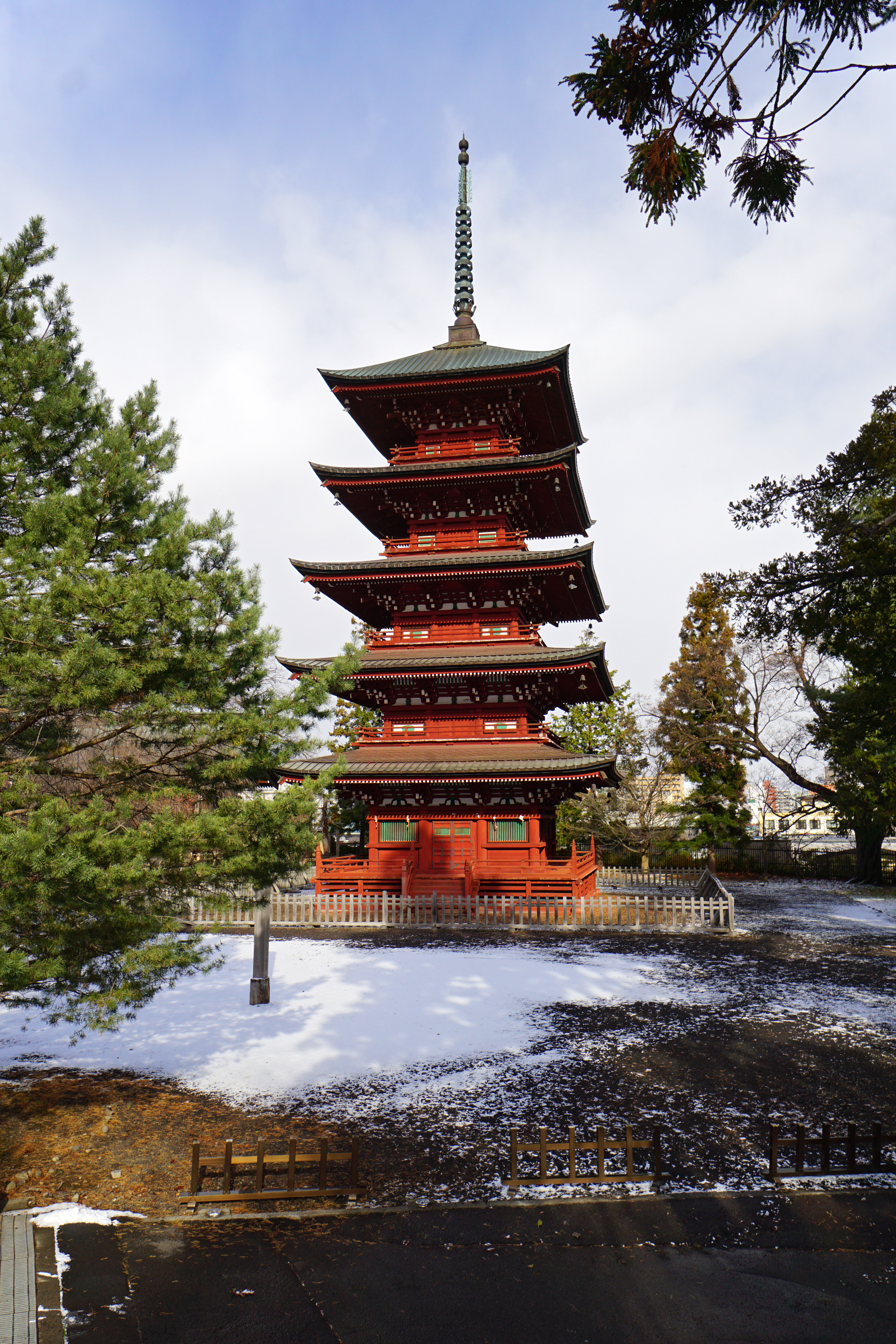
사이쇼인

사이쇼인(일본어: 最勝院)은 일본 아오모리현 히로사키시에 있는 진언종의 사원이다.